# Josef Musil
Josef Musil (Kostelní Lhota, 3 de julho de 1932 – Praga, 26 de agosto de 2017) foi um jogador de voleibol da República Tcheca que competiu pela Tchecoslováquia nos Jogos Olímpicos de 1964 e 1968.
Em 1964, ele fez parte da equipe tchecoslovaca que conquistou a medalha de prata no torneio olímpico, no qual participou de todas as nove partidas. Quatro anos depois, ganhou a medalha de bronze com o time tchecoslovaco na competição olímpica de 1968, novamente participando de nove jogos.